# Purshia stansburyana
Purshia stansburyana (antes P. stansburiana pero debido a un cambio en las reglas de 2006 bajo el ICBN, el último nombre ha sido restaurado porque la planta fue nombrada en honor a Howard Stansbury) es una especie de planta fanerógama perteneciente a la familia de las rosáceas.

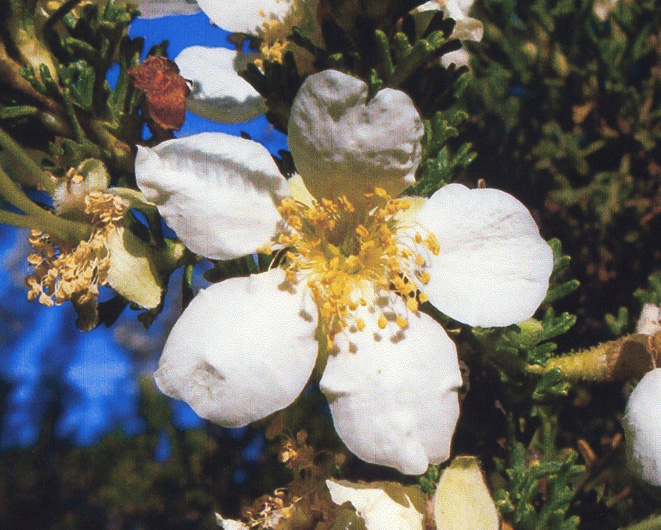
Detalle de la flor

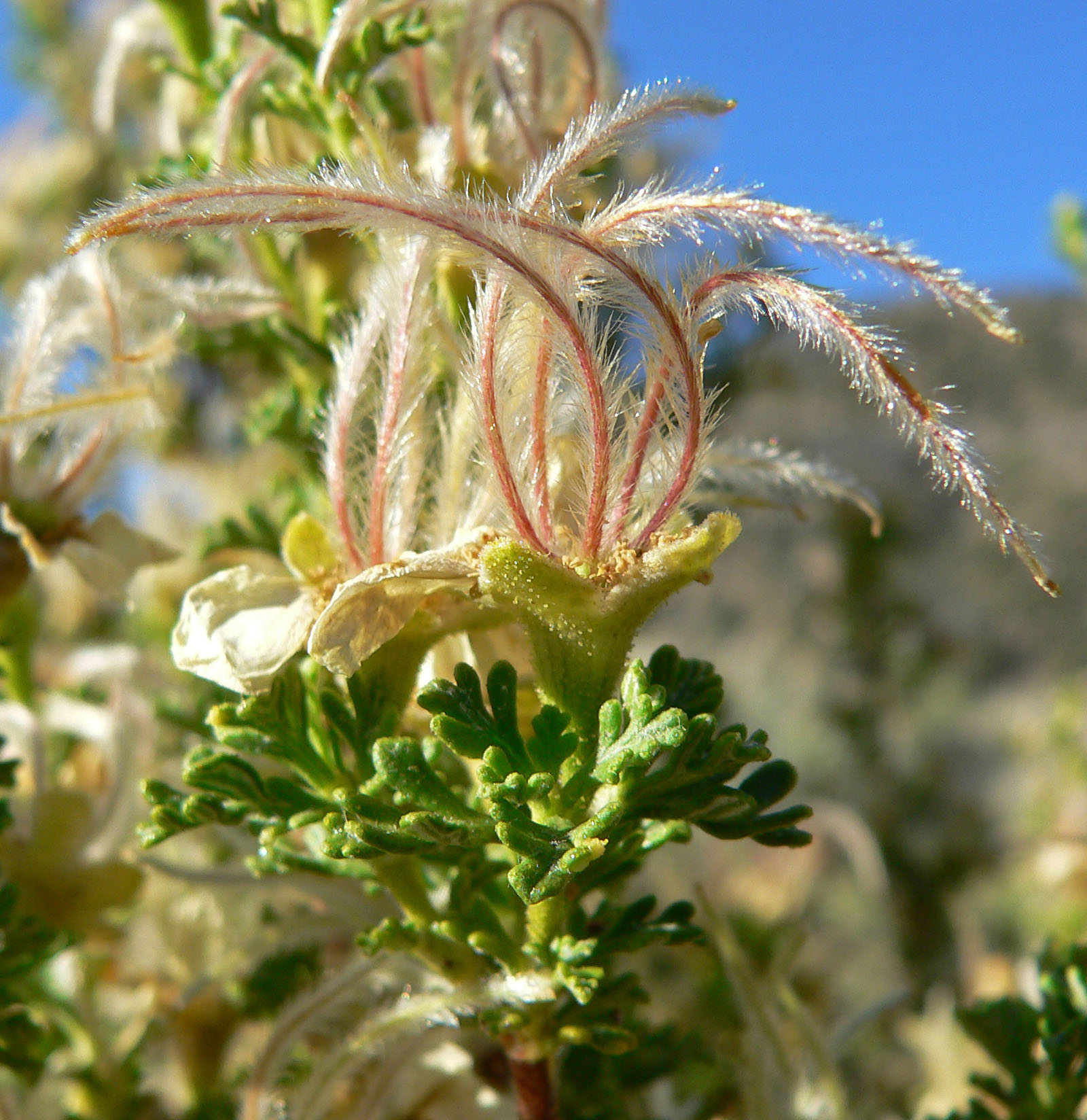
Inflorescencia

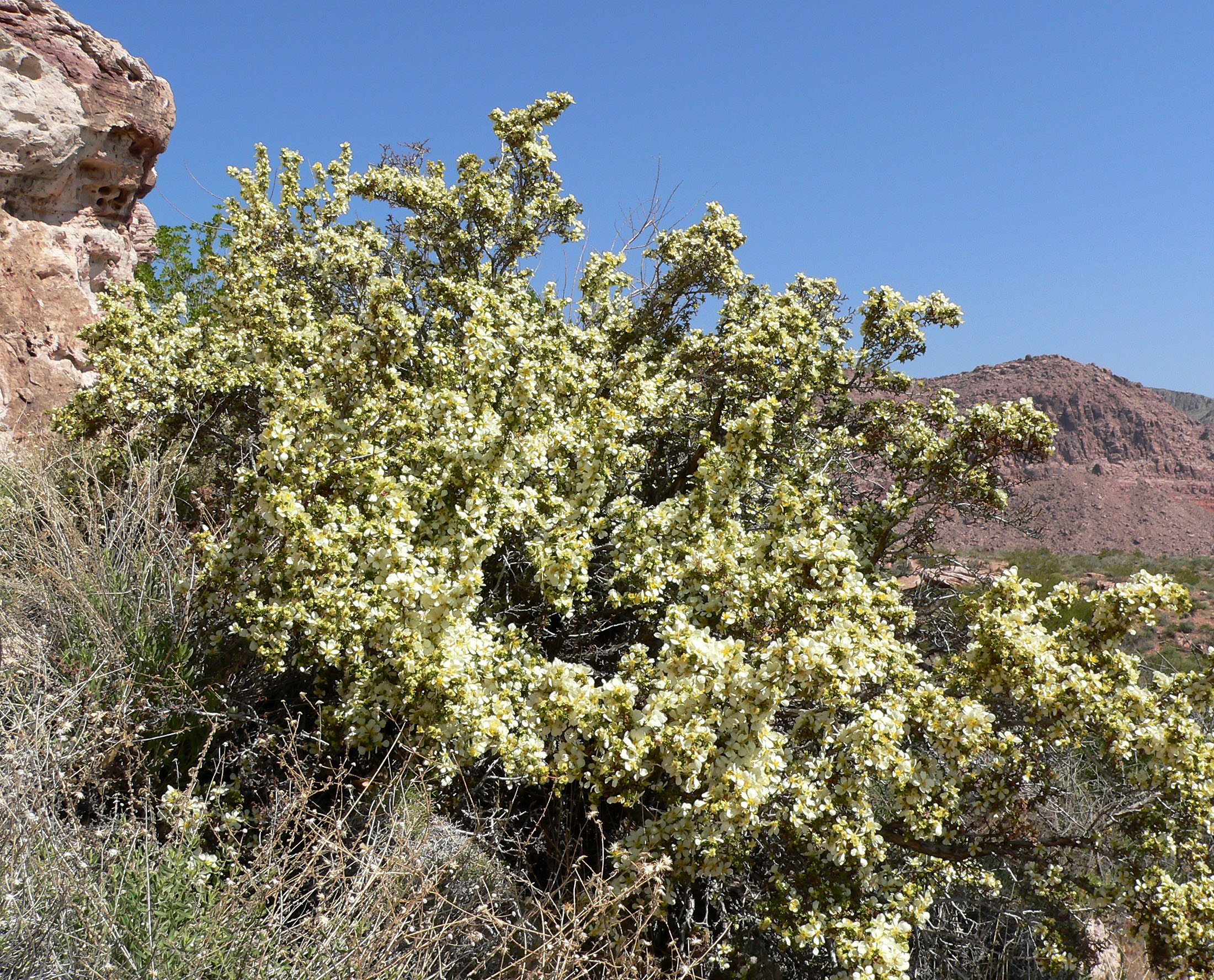
Vista de la planta

## Distribución y hábitat
Es nativa del suroeste de Estados Unidos y norte de México, donde crece en bosques, desierto y hábitat de meseta. A menudo crece anclado en los acantilados y prefiere suelos granulares rocosos, especialmente de piedra caliza.

## Descripción
Purshia stansburyana es un arbusto que alcanza un tamaño de hasta aproximadamente una a tres metros de altura, que se sabe que puede acercarse los 4 metros hasta un máximo de 8 metros en circunstancias excepcionales, convirtiéndose en arbórea. Fácilmente híbrida con otras especies de Purshia. Está cubierta de una corteza desmenuzada. Las pequeñas hojas son muy gruesas, glandulares y se dividen en varios lóbulos que pueden dividirse en sub-lóbulos. Las hojas de la parte superior están salpicadas de pinchazos, es decir, son punteadas. Las flores de los arbustos dan en abundancia  flores blancas o de color crema con pétalos de garras. La floración continúa desde la primavera hasta la primera helada.  El fruto es un aquenio, una estructura de hasta 6 centímetros de largo. El penacho se dispersa por el viento y por los animales como roedores. El arbusto es tolerante a la sequía y las plántulas en realidad puede sobrevivir mejor en años de debajo de la media de precipitación.

## Usos
El arbusto proporciona valiosa alimentación para muchos salvajes ungulados, incluyendo los alces, ciervo mula y el borrego cimarrón, así como el ganado doméstico. Muchas aves y roedores consumen las semillas, con roedores almacenamiento en caché de ellas subterráneas, donde pueden germinar después.
Se utiliza para la proyectos de revegetación  en hábitat degradados en su región natal, y como planta ornamental. Fue utilizado por grupos de nativos americanos  para una variedad de propósitos, la corteza se está trabajando en fibra para la ropa, ropa de cama  y cuerdas, y con las ramas están construyendo flechas.

## Taxonomía
Purshia stansburyana fue descrita por (Torr.) Henrickson y publicado en Phytologia 60(6): 468. 1986.
Etimología
Purshia: nombre genérico que debe su nombre al botánico y explorador Frederick T. Pursh (1774-1820).
stansburyana: epíteto otorgado en honor de Howard Stansbury.
Sinonimia
- Cowania alba Goodd.
- Purshia alba (Goodd.) E.I.Golubk.[4]